# Kvalifikace na Mistrovství světa ve fotbale 2014 – mezikontinentální baráže
Mezikontinentální baráže kvalifikace na mistrovství světa ve fotbale 2014 určily zbylé dva účastníky finálového turnaje.

## Formát
Mezikontinentálních baráží se zúčastnila čtveřice týmů:
| Konfederace | Umístění                   | Tým         |
| ----------- | -------------------------- | ----------- |
| AFC         | Vítěz baráže o 5. místo    | Jordánsko   |
| CONCACAF    | Tým na 4. místě třetí fáze | Mexiko      |
| CONMEBOL    | Tým na 5. místě            | Uruguay     |
| OFC         | Tým na 1. místě třetí fáze | Nový Zéland |

Tyto čtyři týmy byly na hlavním losu kvalifikace konaném dne 30. července 2011 v Riu de Janeiro rozlosovány do dvojic, ve kterých se v listopadu 2013 utkaly systémem doma a venku o zbylá dvě místa na MS 2014. Ze dvojice postoupil tým s lepším sečteným skóre. V případě rovnosti rozhodovalo pravidlo venkovních gólů. Pokud ani to nerozhodlo, následovalo prodloužení, případně penaltový rozstřel.

## Zápasy

### AFC vs. CONMEBOL
| Domácí v 1. zápase | Celkem | Hosté v 1. zápase | 1. zápas | 2. zápas |
| ------------------ | ------ | ----------------- | -------- | -------- |
| Jordánsko          | 0:5    | Uruguay           | 0:5      | 0:0      |

| 13. listopadu 2013 18:00 UTC+3 |        |                                                                  |                                                                           |
| Jordánsko                      | 0 – 5  | Uruguay                                                          | Stadion krále Abdulláha, Ammán diváci: 13 370 rozhodčí: Svein Oddvar Moen |
|                                | Report | M. Pereira 22' Stuani 42' Lodeiro 69' Rodríguez 78' Cavani 90+2' | Stadion krále Abdulláha, Ammán diváci: 13 370 rozhodčí: Svein Oddvar Moen |

| 20. listopadu 2013 21:00 UTC−2 |        |           |                                                                        |
| Uruguay                        | 0 – 0  | Jordánsko | Estadio Centenario, Montevideo diváci: 62 000 rozhodčí: Jonas Eriksson |
|                                | Report |           | Estadio Centenario, Montevideo diváci: 62 000 rozhodčí: Jonas Eriksson |

 Uruguay zvítězila celkovým skóre 5:0 a postoupila na Mistrovství světa ve fotbale 2014.

### CONCACAF vs. OFC
| Domácí v 1. zápase | Celkem | Hosté v 1. zápase | 1. zápas | 2. zápas |
| ------------------ | ------ | ----------------- | -------- | -------- |
| Mexiko             | 9:3    | Nový Zéland       | 5:1      | 4:2      |

| 13. listopadu 2013 14:30 UTC−6                       |        |             |                                                                    |
| Mexiko                                               | 5 – 1  | Nový Zéland | Estadio Azteca, Mexico City diváci: 99 832 rozhodčí: Viktor Kassai |
| Aguilar 32' Jiménez 40' Peralta 48', 80' Márquez 84' | Report | James 85'   | Estadio Azteca, Mexico City diváci: 99 832 rozhodčí: Viktor Kassai |

| 20. listopadu 2013 19:00 UTC+13 |        |                                |                                                                  |
| Nový Zéland                     | 2 – 4  | Mexiko                         | Westpac Stadium, Wellington diváci: 35 206 rozhodčí: Felix Brych |
| James 80' (pen.) Fallon 82'     | Report | Peralta 14', 29', 33' Peña 86' | Westpac Stadium, Wellington diváci: 35 206 rozhodčí: Felix Brych |

 Mexiko zvítězilo celkovým skóre 9:3 a postoupilo na Mistrovství světa ve fotbale 2014.